# موزلو تپه سی
موزلو تپه سی مربوط به سده‌های اولیه دوران‌های تاریخی پس از اسلام - سده‌های متاخر دوران‌های تاریخی پس از اسلام است و در شهرستان گرمی، بخش مرکزی، دهستان اجارود غربی، روستای حاج احمد کندی واقع شده و این اثر در تاریخ ۳۰ بهمن ۱۳۸۶ با شمارهٔ ثبت ۲۱۰۶۲ به‌عنوان یکی از آثار ملی ایران به ثبت رسیده است.